# Галісійське відродження
Галісійське відродження (гал. Rexurdimento решурдіме́нто або ісп. Resurgimiento ресурхімьєнто) — літературний та культурний рух Галісії другої половини XIX століття. Галісійське відродження характеризується пошуком та становленням національної ідентичності галісійців та, насамперед, відродженням галісійської мови, яка до 1978 офіційно вважалась діалектом кастельяно. Завдяки руху галісійська мова поновила статус самостійної та літературної мови. Майже одночасно подібні процеси відбувалися в Каталонії (Renaixença) та в Країні Басків.
Літературу епохи Галісійського відродження характеризує романтизм, саудаде та морінья, регіоналізм та національна ідентичність, саме тому Галісійське відродження в культурі та літературі Галісії дало поштовх розвитку галісійського націоналізму і на політичній арені Піренейського півострову.

## Передумови виникнення (Prerrexurdimento)

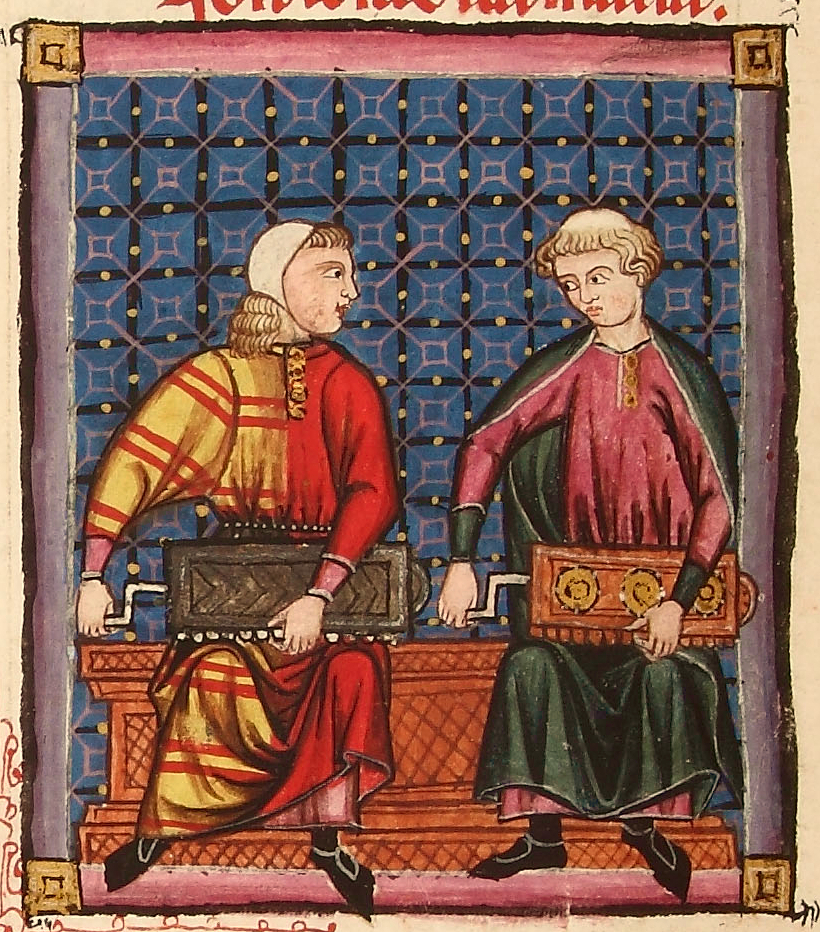
Мініатюра з рукопису з кантигами Діви Марії (Бібліотека Ескоріал, Мадрид, Ms. b.1.2, XIII століття)

Трубадури і жонглери (галіс-порт. jograr, від окс. joglar — блазень, скоморох; сучасне написання порт. jogral, гал. xograr) Піренейського півострова були відомі своїми кантигас ще з XIII століття (найбільш ранні датування — 1200—1216 рр). Кантигас як жанр галісійско-португальської поезії розвивалася під впливом куртуазної лірики Провансу і є піренейським аналогом канцони. При цьому іберійським кантигам притаманні власні характерні риси та власний жанр — «кантигас про одного» (ісп. cantiga de amigo), який не зустрічається у провансальських трубадурів.
Після підпорядкування Галісійського королівства іспанській монархії домінування  мови кастельяно, так званий період Темних віків (Séculos Escuros, XVI—XVIII ст.), спричинило занепад галісійської мови, витіснивши її як з державного рівня, так і з літературного. Впродовж майже чотирьох століть твори галісійською практично не видавались і галісійська мова поступово переставала використовуватись як мова писемна, залишившись мовою домашньо-битового або вузько-місцевого значення.

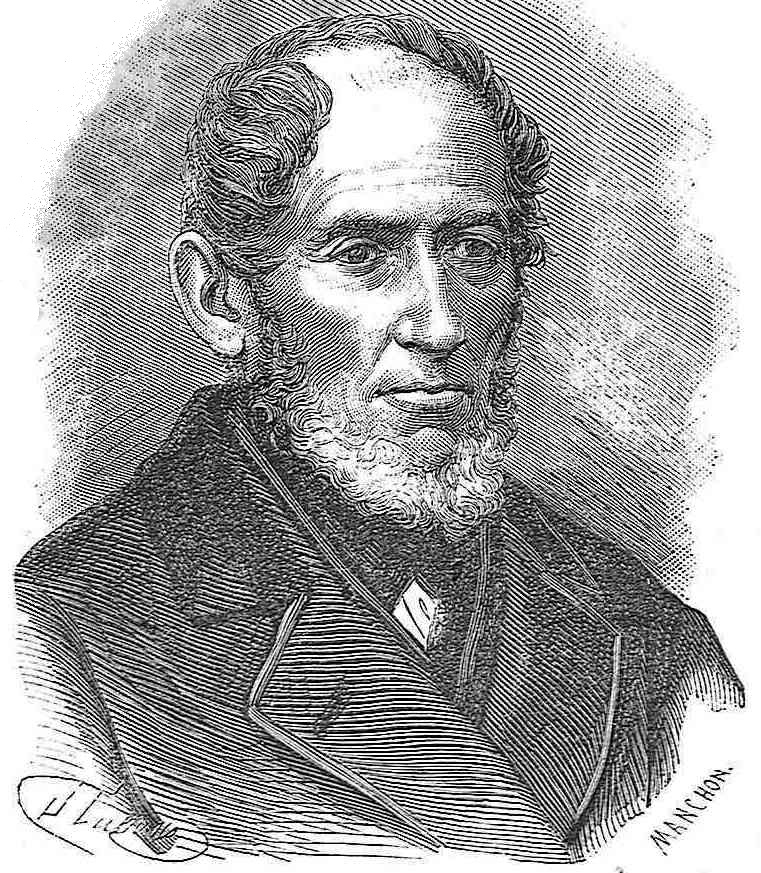
Шоан Мануель Пінтос, 1880 р.

Необхідність відродження галісійської мови та писемності виникла на початку XIX століття. За часів наполеонівських завоювань Піренеїв в Галісії відбувся зріст національної свідомості. Саме народною, галісійською мовою друкувались агітаційні листівки та плакати проти французької агресії, публікувались поетичні та прозаїчні твори патріотичного спрямування. Автори цього періоду вважаються передвісниками Галісійського відродження та ідеологами галісійського націоналізму. 
Найбільш важливими творами цього періоду є Proezas de Galicia (автор Шосе Фернандез Нера) та  поетична антологія A gaita gallega (автор Шоан Мануель Пінтос).
Придушення повстання Solís (ісп. Levantamiento de Solís) 1846 року стало поштовхом до активної фази відродження галісійської літератури, культури та національної ідентичності. Галісійською починають видаватися часописи El Centinela de Galicia та La Aurora de Galicia. Беніто Вісето видає героїчно спрямований шеститомник з історії Галісії (1865–1866). 1861 року в Коруньї вперше проводиться литературний фестиваль Квіткові ігри Галісії (ісп. Juegos Florales de Galicia). 
Головним місцем зустрічей та культурною базою ідеологів Галісійського відродження стає Liceo de la Juventud в Сантьяго де Компостела, постійні відвідувачі якого зокрема Мануель Мургія, Росаліа де Кастро, Ауреліо Агірре та Едуардо Пондаль.

## Відродження (Rexurdimento)

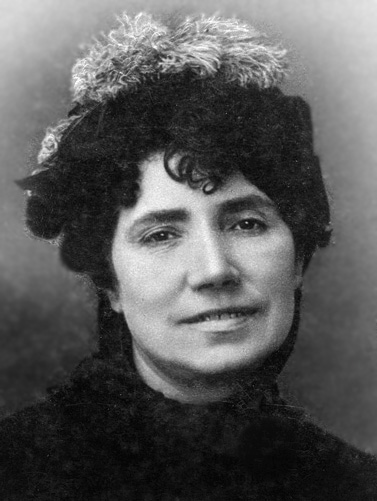
Росалія де Кастро, 1880 рік

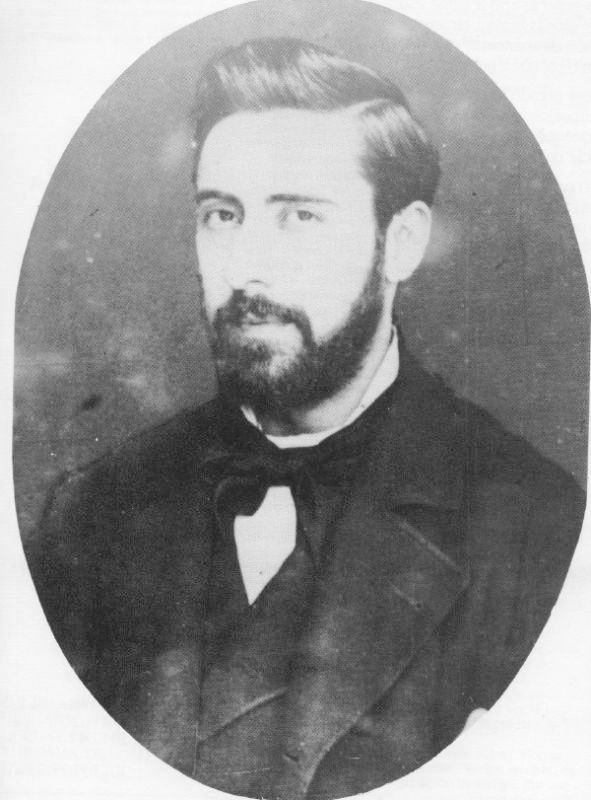
Мануель Куррос Енрікес

Початковою точкою Галісійського відродження вважається публікація поетичної збірки Росалії де Кастро Cantares gallegos («Галісійські пісні»), а саме 17 травня 1863 року.
З 1875 видається ціла низка творів та періодики галісійською мовою, зокрема найбільш популярний та відомий часопис O Tío Marcos da Portela (1876–1889). 
1866 році було засноване видавництво Biblioteca Gallega, де було видруковано Aires da miña terra  Мануеля Курроса Енрікеса (1851—1908) та Queixumes dos Pinos Едуардо Пондаля (1835-1917). 
У 1880 видаються Follas Novas Росалії де Кастро, Aires da miña terra Мануеля Курроса Енрікеса та Espiñas, follas e frores. Ramiño primeiro Валентина Ламаса Карвахала (1849—1906), а 1886 року світ побачив Los precursores Мануеля Мургії.
В роки Галісійського відродження публікуються граматичні довідники і словники, праці літературних критиків та істориків, включно Історію Галісії Мануеля Мургії, а також передруковуються неперевершені твори галісійських середньовічних трубадурів — кантигас. Першою збіркою кантигас стає Cancionero de la Vaticana (1875), після якої виходять Colocci Brancuti (1889), Cantigas de Alfonso X El Sabio (1889) та Cancionero de Ajuda (1904).
Першим значущим прозаїчним твором стає Maxina ou a filla espúrea Марсіала Вайядареса Нуньєса. Виданий 1880 року рукопис датується 1870 роком завершення. 
У 1905 в букіністичній крамниці A Cova Céltica в Коруньї відбулась зустріч митців Галісії, під час якої було висунуто ідею створення академії галісійської мови і літератури. 25 серпня 1906 року Королівську галісійську академію було офіційно створено, а її першим головою став Мануель Мургія. 
На честь 100-ліття публікації поетичного збірника «Галісійські наспіви» (гал. Cantares Gallegos) Росалії де Кастро, в 1963 році, Королівською галісійською академією було започатковано День галісійської літератури, якій відзначається щорічно 17 травня і з 1991 року є офіційним святом Галісії.